# هارون بوترا
توانكو السيد هارون بوترا بن حسن جمل الليل كان ثالث حاكم لاتحاد الملايا (يانغ دي-برتوان أغونغ) للفترة 21 سبتمبر 1960 – 20 سبتمبر 1965، كما كان ملكا لبرليس للفترة من 4 ديسمبر 1945 حتى وفاته في 16 أبريل 2000.

## نسبه
هارون بن حسن بن محمود بن صافي بن علوي بن أحمد بن حسين بن هارون بن أحمد بن حسين بن عبد الله بن عقيل القدري بن عبد الله باحسن بن محمد المغروم بن سالم بن أحمد بن عبد الرحمن بن علي بن محمد جمل الليل بن حسن المعلم بن محمد أسد الله بن حسن الترابي بن علي بن الفقيه المقدم محمد بن علي بن محمد صاحب مرباط بن علي خالع قسم بن علوي بن محمد بن علوي بن عبيد الله بن أحمد المهاجر بن عيسى بن محمد النقيب بن علي العريضي بن جعفر الصادق بن محمد الباقر بن علي زين العابدين بن الحسين السبط بن علي بن أبي طالب، وعلي زوج فاطمة بنت محمد ﷺ.
فهو الحفيد 39 لرسول الله محمد ﷺ في سلسلة نسبه.